# سمايلي

منذ عام 1971 تم تطوير ماركة سمَايْلِي (Smiley)من قبل فرانكلين لوفراني الذي يدير شركة Smileyworld المحدودة التي تتخذ من جعل العالم مكاناً أسعد للعيش رسالة لها. وقد بيعت ماركة Smiley هذه عبر أنحاء العالم بصناعات تتناول العديد من طرازات الحياة، ويدأب مصمموها على تطوير منتجات عالية الابتكار والحداثة، ويمكن مشاهدة هذه المنتجات في مجموعة Smiley Collection نسخة محفوظة 21 يونيو 2012 على موقع واي باك مشين. و Smiley Beauty.
وتستخدم هذه الماركة القطن العضوي بهدف المساعدة في حماية البيئة وحياة الناس العاملين بإنتاج القطن. كما يتم التبرع بمقدار 10% من العوائد التي يتم تحصيلها إلى جمعية خيرية تدعى مؤسسة Smiley World (مؤسسة العالم الباسم) ذات النشاطات الاجتماعية في العديد من البلدان. إن شعارها هو «شارك ابتسامتك مع من يحتاجها».
في عام 1997 شرع فرانكلين ابن نيوكولاس لوفراني في خلق عالم جديد من الإيقونات التي ترتكز على الشعار الأصلي لـ Smiley. واليوم يتم استخدام ما يزيد عن 1200 إيقونة كجزء من ماركة تدعى Smileyworld. هذه الماركة تعتمد على مفهوم التواصل الهادف إلى مساعدة الناس للتواصل بشكل أفضل عبر منتجات تعبيرية اجتماعية (بطاقات تهنئة، هدايا..). كما أنها مشروع تربوي في الكتب، الألعاب، المنتجات التفاعلية ناهيك عن ماركات معيشية بالغة المتعة للأطفال (الموضة، الاكسسورات...)

## السجل
في عام 1997 أدرك نيكولاس لوفراني  التطور في استخدام رموز الشفرة القياسية الأمريكية لتبادل المعلومات خلال التقنية المتنقلة وبدأ في اختبار الوجوه المبتسمة المتحركة، بهدف إنشاء وزًا ملونة تتوافق مع رموز الشفرة القياسية الأمريكية لتبادل المعلومات المصنوعة من علامات الترقيم العادية، لتعزيزها للحصول على استخدام أكثر تفاعلاً بشكل رقمي. ومن هنا قام لوفران بتجميع قاموس مصطلحات تعبيرية عبر الإنترنت  المصنف إلى فئات منفصلة - كلاسيكيات وتعبيرات مزاجية والأعلام والاحتفالات والمرح والرياضة والطقس والحيوانات والطعام والأمم والمهن والكواكب ودائرة الأبراج والأطفال وتلك التصميمات التي تم تصميمها أول مرة في عام 1997 في مكتب حقوق الطبع والنشر بالولايات المتحدة ثم نشر هذه الرموز كملفات بتنسيق جي آي إف على الويب في عام 1998، لتصبح الرموز الرسومية الأولى المستخدمة في التقنية على الإطلاق.
}في عام 2000، توفر دليل التعبيرات الذي وضعه لوفراني للمستخدمين لتنزيله على الهواتف المحمولة على الإنترنت خلال موقع ويب smileydictionary.com الذي جمع أكثر من 1000 رمز رسومي مبتسم وإصدارات رموز الشفرة القياسية الأمريكية لتبادل المعلومات. تم نشر هذا الدليل نفسه في عام 2002 في كتاب بواسطة مرابوط يسمى Dico Smileys.
في عام 2001، بدأت شركة Smiley ترخيص الحقوق للرموز الرسومية الخاصة بلوفراني ليتم استخدامها لتنزيلات الهواتف المحمولة عن طريق مجموعة متنوعة من شركات الاتصالات المختلفة بما في ذلك Nokia وMotorola وSamsung وSFR (vodaphone) وSky Telemedia.

## قانون
إن Smiley ماركة تجارية مسجّلة منذ عام 1971. إن اسم وشعار Smiley حالياً مسجل ومستخدم في مايزيد عن 100 بلد في 25 صنف بضائع وخدمات. تم تسجيل مايزيد عن 1200 ايقونات تعبيرية إلكترونية لـ Smiley في مكتبة الكونغرس في واشنطن وهي محمية باتفاقية حقوق النشر والطبع العالمية. وفي الأعوام العشرة الماضية، وقعت شركة Smileyworld المحدودة أكثر من 800 عقد ترخيص عبر العالم وهي تقوم باستخدام حقوقها في معظم أصناف البضائع والخدمات في أهم بلدان القارات الخمس. وتعمل شركة Smileyworld Ltd المحدودة مع أكثر من 60 شركة قانونية لحماية الـ IP خاصتها.